# 원주향교
원주향교(原州鄕校)는 대한민국 강원특별자치도 원주시에 있는 고려시대의 향교이다. 1985년 1월 17일 강원특별자치도의 문화재자료 제98호로 지정되었다.
고려 시대, 공자 등에게 제사를 지내고, 지방민의 교육과 교화를 위해 세운 국립 교육기관의 일종이다. 그 역할은 조선 시대까지 이어져 수행했으나, 현대에 와서는 교육기관의 지위를 잃고, 제사 업무와 전통문화 전승을 위한 각종 교육 사업만을 진행하고 있다.

## 역사
- 1122년 ~ 1146년[1] : 건축함.
- 1352년 : 개축하여 면모를 갖춤.[2][3]
- 1402년 : 교궁을 수리함.
- 1603년 : 임진왜란으로 피해를 입은 대성전을 재건함.
- 1609년 : 당시 원주목사 임취정이 명륜당과 동재, 서재를 재건함.
- 1632년 : 당시 원주목사 이배원이 증축함.
- 1668년 : 명륜당과 동재 및 서재를 수리함.
- 1734년 : 당시 원주목사 이우신이 대성전을 수리함.
- 1749년 : 명륜당을 수리함.
- 1839년 : 당시 원주목사 홍치규가 대성전을 수리함.
- 1872년 : 대성전을 다시 수리함.
- 1923년 : 당시 원주군수 이동진이 대성전과 명륜당을 수리함.
- 1951년 : 한국전쟁으로 주요 건물이 소실되고 퇴락함.
- 1966년 : 소실된 동재와 퇴락한 서재 중건함.
- 1986년 : 퇴락한 대성전을 수리함.
- 1987년 : 퇴락한 명륜당과 서무를 수리하고 소실된 동무를 재건함.
- 1993년 : 명륜당을 수리하고 내삼문을 신축함.
- 2022년: 강원도 문화재자료 제98호에서 강원도 유형문화재로 승격[4]

## 특징
맨 뒤쪽 가운데에 제사 공간인 대성전이 있고, 그 양쪽에 동무·서무를 배치하였다. 대성전 앞쪽에는 교육 기능을 수행하는 강당인 명륜당을 두고, 명륜당 앞 양쪽에 학생들의 기숙사인 동재·서재를 배치하였다. 동재 옆에 수복실을, 명륜당 앞에 외삼문을 배치하였다. 대성전에는 공자를 비롯한 그 제자와 대한민국 역사 속 과거 인물들의 위패를 모시고 있다.

## 참고 자료
- 원주향교 - 국가유산청 국가유산포털

## 사진

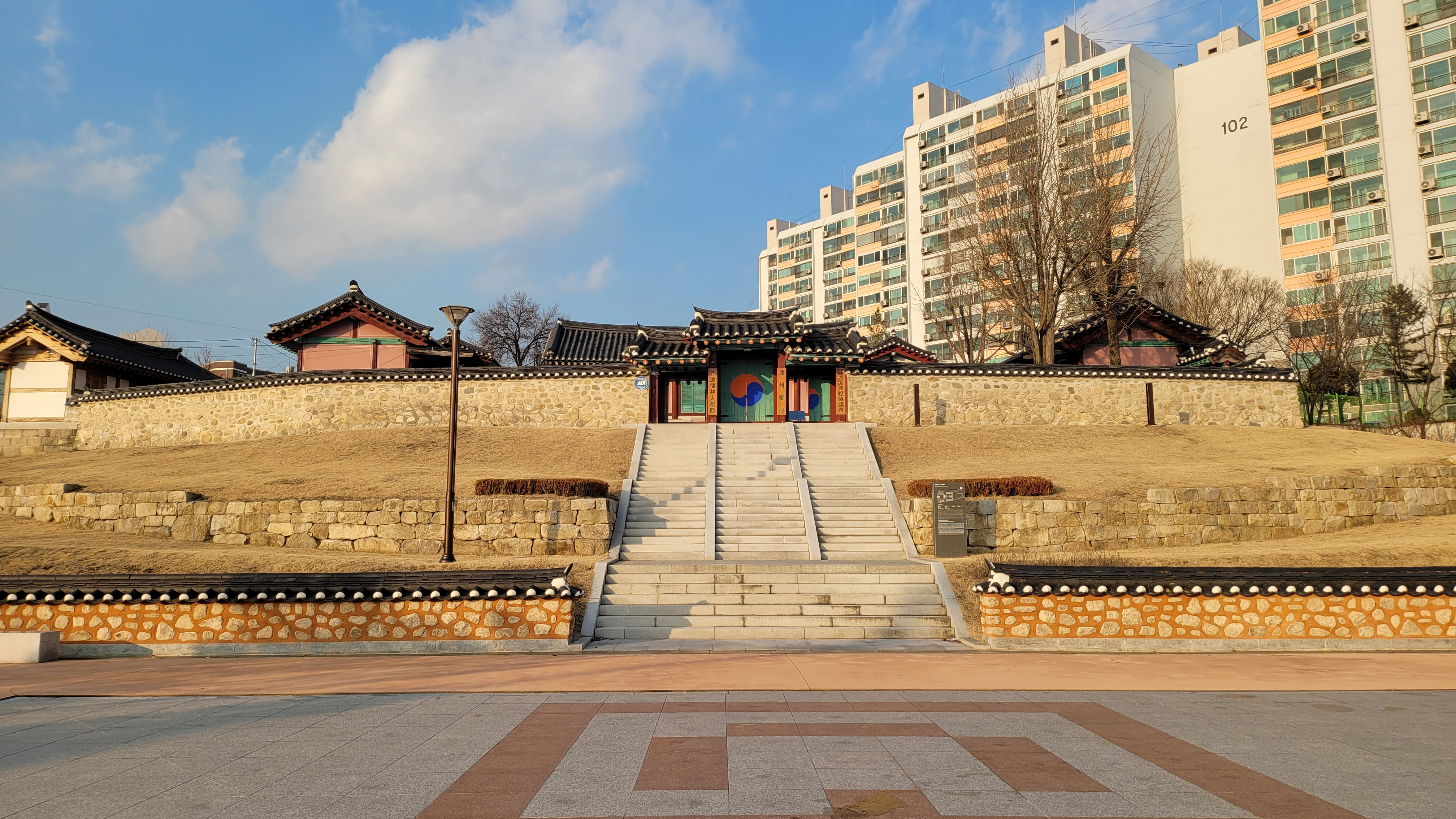
원주향교 앞 역사공원에서 바라본 향교.
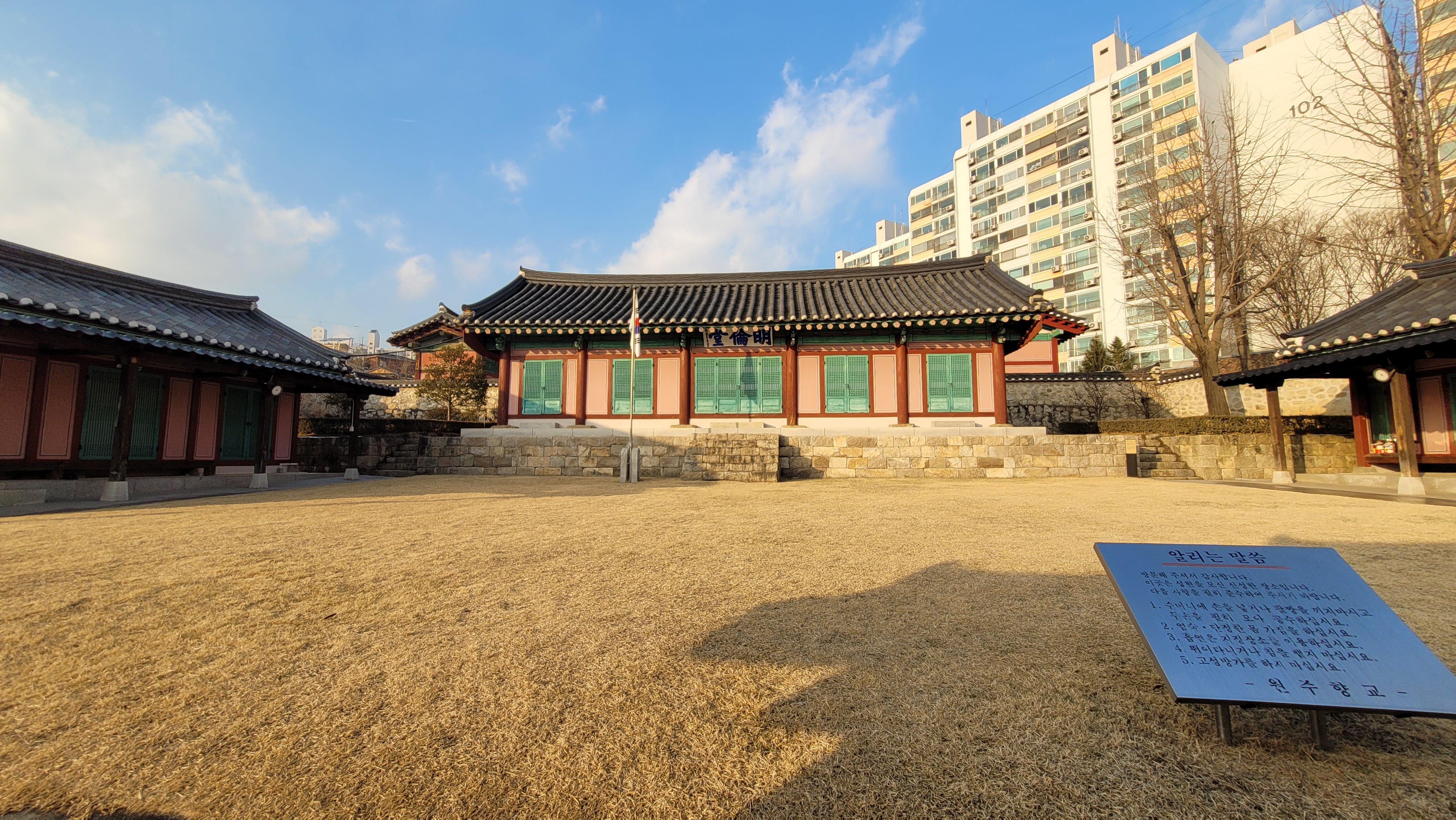
원주향교 내부.
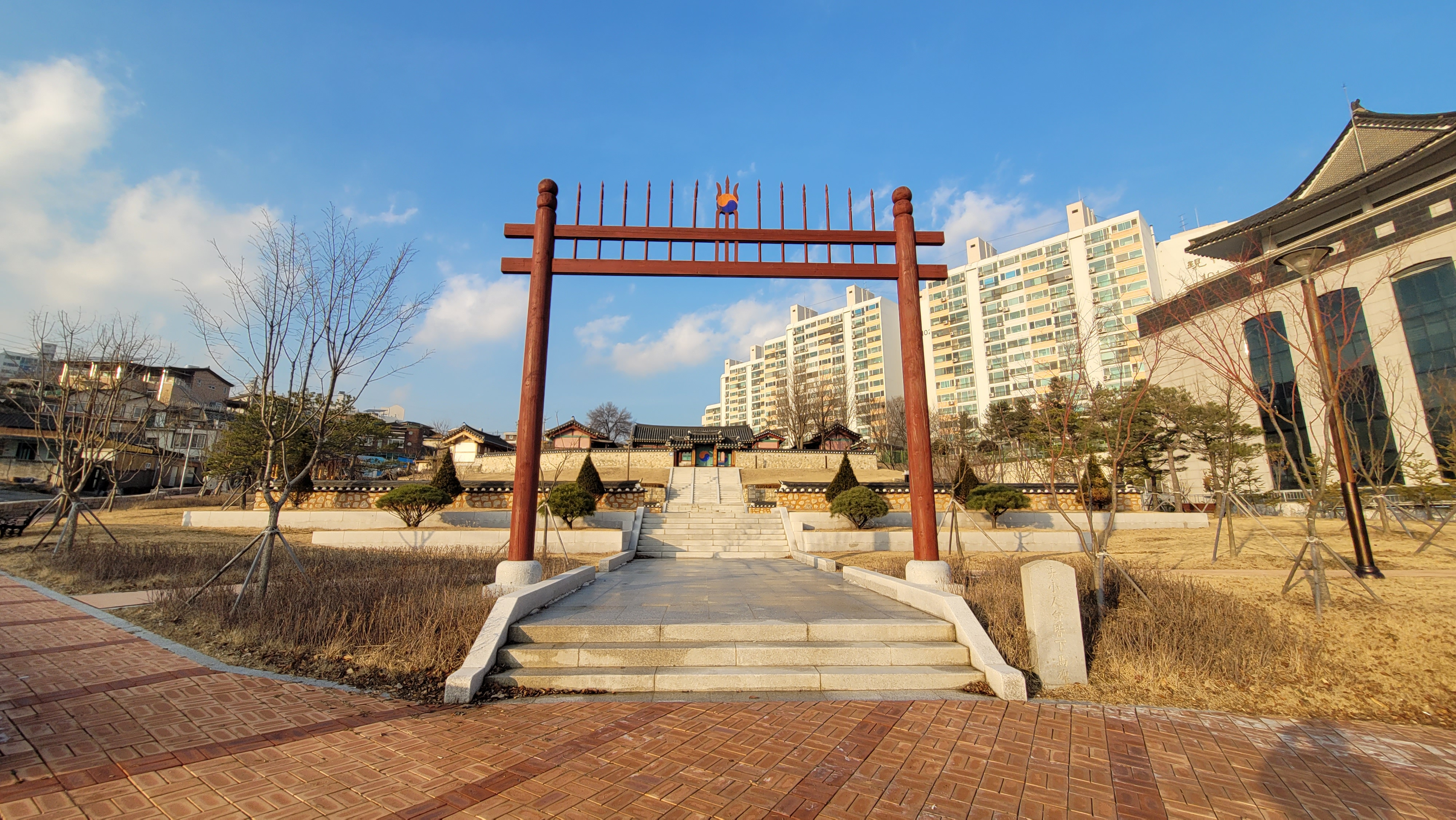
원주향교 외부.
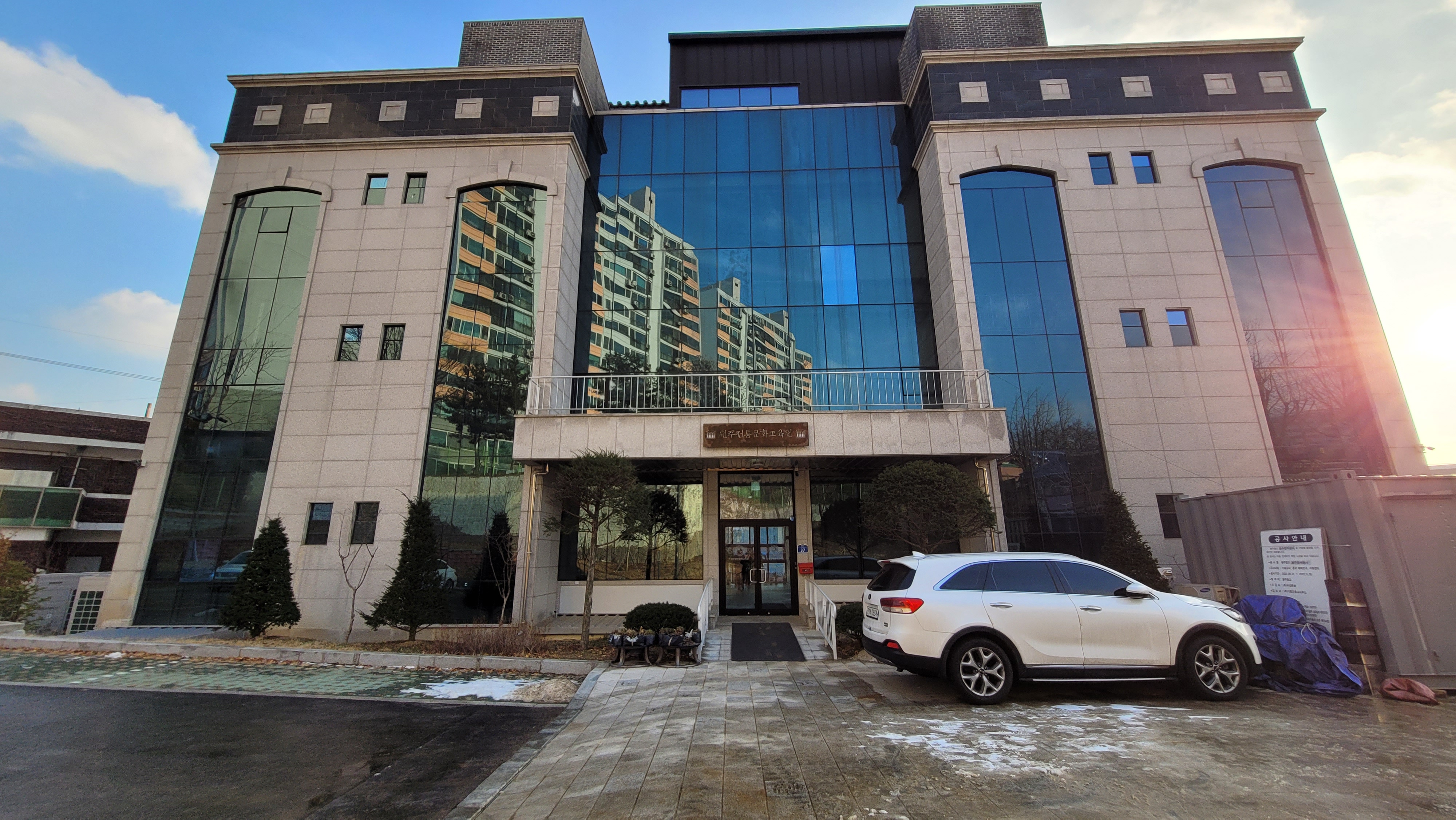
원주전통문화교육원.